# Styringomyia obscuricincta
Styringomyia obscuricincta är en tvåvingeart som beskrevs av Edwards 1924. Styringomyia obscuricincta ingår i släktet Styringomyia och familjen småharkrankar.
Artens utbredningsområde är Ghana. Inga underarter finns listade i Catalogue of Life.